# Znachor

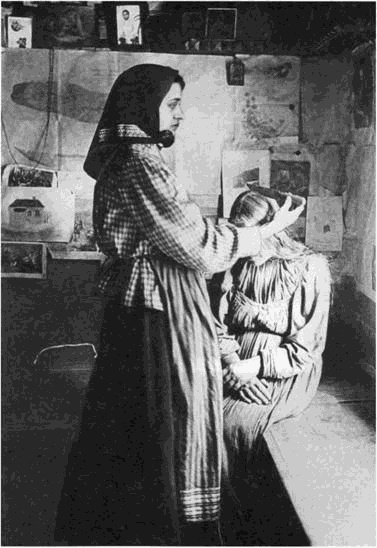
Znachorka, leczenie kobiet z napadami w 1914 roku

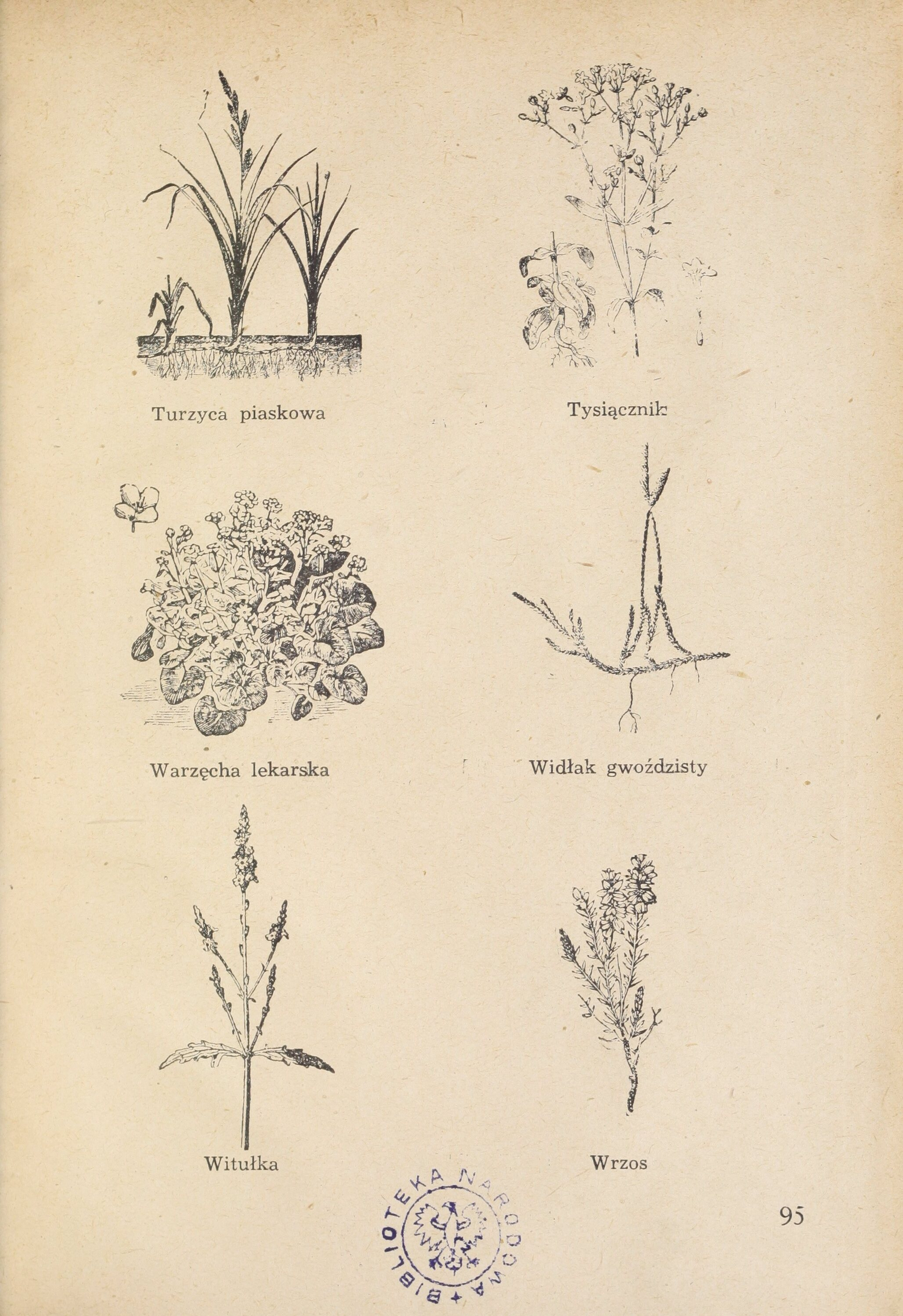
Ziola lecznicze 1948 (76666677)

Znachor („ten, kto zna” [choroby]) – osoba bez wykształcenia medycznego, zajmująca się leczeniem ludzi. Znachorstwo jest często związane z zabobonami, stosuje się w nim metody irracjonalne praktyki rytualne i magiczne, które są rozpowszechnione wśród plemion prymitywnych, ale także sporadycznie spotykane jeszcze w społeczeństwach cywilizowanych. Wiedzę znachor otrzymywał od wykształconych poprzedników i znawców ludowej medycyny. Medyczna wiedza ludowa oparta była i jest na korzystaniu z naturalnych właściwości leczniczych przyrody. Jej główny dział stanowi ziołolecznictwo stosowane od wieków. Szczególnie w czasach dawnych  doszukiwano się przyczyn nadprzyrodzonych i w sposób nadprzyrodzony starano się im zaradzić. Dopiero lata 50. i 60. XX w. zmieniły sytuację, ponieważ na terenach wiejskich pojawili się lekarze. W XIX wieku natomiast na Białorusi za wspólników diabelskich uważano zarówno czarowników, wiedźmy, jak i znachorów. Ludzie często uważali, że znachorzy są przedstawicielami zła, mają kontakty z diabłem, posługują się nadprzyrodzonymi mocami oraz specjalistami od odczarowań.